# Rohanský kámen
Rohanský kámen, případně Rohanův kámen (německy: Rohanstein) je pomník na 1012 m vysoké hoře Ještěd poblíž krajského města Liberce v severních Čechách.

## Historie
Vrcholem Ještědu vedla hranice mezi panstvími rodů Clam-Gallasů a Rohanů. Její vymezení značily hraničními kameny. Tři metry vysoký žulový kámen  nechal v roce 1838 na vrcholu Ještědu vztyčit kníže Rohan, který v roce 1820 připojil ke svému dominiu celé českodubské panství a jižní svahy Ještědu. Podle záznamu ve farní kronice ve Světlé pod Ještědem vztyčení kamene mělo zároveň připomínat, že v témže roce toto místo na vrcholu hory navštívila členka zdejší panské rodiny Rohanů, Adéla Rohanová.  

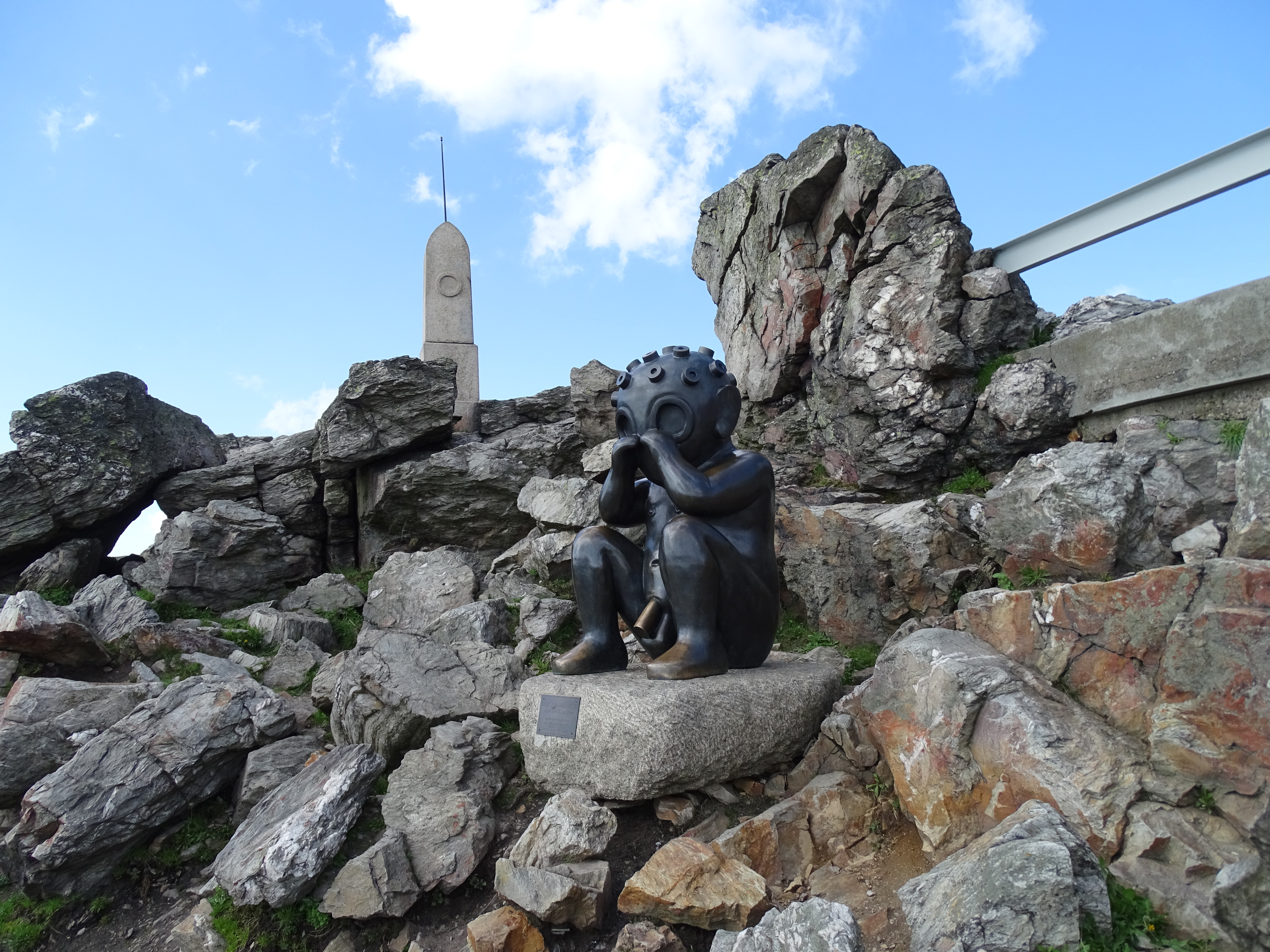
Rohanský kámen, v popředí socha Jaroslava Róny Dítě z Marsu

Žulový obelisk o váze 2,5 tuny se postupem času začal naklánět a hrozilo jeho zřícení. Mezi květnem a srpnem roku 2019 proto proběhla rekonstrukce jeho základů, jejichž nestabilita zapříčinila vychylování kamene. Opravu inicioval a financoval Hotel Ještěd, provedení rekonstrukce zajistil Jizersko-ještědský horský spolek.  
Současně byla do základů pomníku uložena kovová schránka, obsahující jak zprávu o rekonstrukci a artefakty z blízkého hotelu s televizním vysílačem, tak rovněž české mince, odznak Jizersko-ještědského horského spolku a malou lahev hruškovice.
Jako schránka posloužila stará příruční pokladnička, kterou věnoval Hotel Ještěd. Mezi předměty, odkazujícími na původní vybavení hotelu a vysílače, jsou i kousky dlaždičky a mramoru z podlahy v hotelové hale a fotografie hotelových pokojů z roku 1973.
Rohanský kámen přečkal do dnešních dnů a na jeho spodní části lze rozeznat zbytky nápisu Rohanstein.